# Tir la Jocurile Olimpice de vară din 2020 - Skeet (feminin)
Proba de tir skeet feminin de la Jocurile Olimpice 2020 a avut loc la 25-26 iulie 2021 la Asaka Shooting Range.

## Program
Orele sunt ora Japoniei (UTC+9) 
| Data                    | Timp  | Etapă                   |
| ----------------------- | ----- | ----------------------- |
| Duminică, 25 iulie 2021 | 09:00 | Calificări - ziua 1     |
| Luni, 26 iulie 2021     | 09:00 | Calificări - ziua a 2-a |
| Luni, 26 iulie 2021     | 14:50 | Finala                  |

## Rezultate

### Calificări
| Loc | Sportiv                | Țară                       | 1                 | 2                 | 3                 | 4                 | 5                 | Total             | Note                             |
| --- | ---------------------- | -------------------------- | ----------------- | ----------------- | ----------------- | ----------------- | ----------------- | ----------------- | -------------------------------- |
| 1   | Wei Meng               | China                      | 25                | 25                | 25                | 24                | 25                | 124               | C, Record mondial Record olimpic |
| 2   | Diana Bacosi           | Italia                     | 25                | 25                | 25                | 24                | 24                | 123               | C                                |
| 3   | Amber English          | Statele Unite ale Americii | 23                | 25                | 24                | 24                | 25                | 121               | C                                |
| 4   | Isarapa Imprasertsuk   | Thailanda                  | 23                | 24                | 25                | 24                | 24                | 120+6             | C                                |
| 5   | Nadine Messerschmidt   | Germania                   | 24                | 24                | 24                | 24                | 24                | 120+5             | C                                |
| 6   | Natalia Vinogradova    | COR                        | 25                | 25                | 23                | 23                | 24                | 120+1             | C                                |
| 7   | Andri Eleftheriou      | Cipru                      | 24                | 24                | 23                | 23                | 25                | 119               |                                  |
| 8   | Iryna Malovichko       | Ucraina                    | 24                | 24                | 23                | 25                | 23                | 119               |                                  |
| 9   | Lucie Anastassiou      | Franța                     | 24                | 23                | 25                | 24                | 23                | 119               |                                  |
| 10  | Austen Smith           | Statele Unite ale Americii | 23                | 25                | 25                | 23                | 23                | 119               |                                  |
| 11  | Sutiya Jiewchaloemmit  | Thailanda                  | 23                | 23                | 24                | 23                | 25                | 118               |                                  |
| 12  | Gabriela Rodríguez     | Mexic                      | 23                | 23                | 24                | 24                | 24                | 118               |                                  |
| 13  | Danka Barteková        | Slovacia                   | 24                | 22                | 25                | 24                | 23                | 118               |                                  |
| 14  | Barbora Šumová         | Cehia                      | 24                | 24                | 23                | 24                | 23                | 118               |                                  |
| 15  | Zilia Batyrshina       | COR                        | 22                | 23                | 23                | 25                | 24                | 117               |                                  |
| 16  | Ibtissam Marirhi       | Maroc                      | 22                | 23                | 24                | 25                | 23                | 117               |                                  |
| 17  | Zhang Donglian         | China                      | 23                | 24                | 23                | 24                | 22                | 116               |                                  |
| 18  | Melisa Gil             | Argentina                  | 23                | 24                | 23                | 22                | 23                | 115               |                                  |
| 19  | Aleksandra Jarmolińska | Polonia                    | 22                | 23                | 24                | 21                | 24                | 114               |                                  |
| 20  | Chiara Cainero         | Italia                     | 22                | 22                | 23                | 24                | 23                | 114               |                                  |
| 21  | Naoko Ishihara         | Japonia                    | 24                | 21                | 23                | 23                | 23                | 114               |                                  |
| 22  | Zoya Kravchenko        | Kazahstan                  | 24                | 22                | 22                | 24                | 21                | 113               |                                  |
| 23  | Francisca Crovetto     | Chile                      | 24                | 21                | 21                | 22                | 24                | 112               |                                  |
| 24  | Maryam Hassani         | Bahrain                    | 22                | 22                | 22                | 23                | 23                | 112               |                                  |
| 25  | Laura Coles            | Australia                  | 24                | 22                | 22                | 24                | 20                | 112               |                                  |
| 26  | Assem Orynbay          | Kazahstan                  | 23                | 22                | 24                | 19                | 23                | 111               |                                  |
| 27  | Chloe Tipple           | Noua Zeelandă              | 22                | 18                | 22                | 23                | 23                | 108               |                                  |
| 28  | Chiara Costa           | Senegal                    | 25                | 20                | 22                | 23                | 18                | 108               |                                  |
| 29  | Amber Hill             | Marea Britanie             | Nu a luat startul | Nu a luat startul | Nu a luat startul | Nu a luat startul | Nu a luat startul | Nu a luat startul | Nu a luat startul                |

### Finală
| Loc | Sportiv                    | Serii | Serii | Serii | Serii | Serii | Serii | Note           |
| Loc | Sportiv                    | 1     | 2     | 3     | 4     | 5     | 6     | Note           |
| --- | -------------------------- | ----- | ----- | ----- | ----- | ----- | ----- | -------------- |
| 1   | Amber English (USA)        | 10    | 19    | 28    | 38    | 47    | 56    | Record olimpic |
| 2   | Diana Bacosi (ITA)         | 10    | 19    | 29    | 38    | 47    | 55    |                |
| 3   | Wei Meng (CHN)             | 9     | 17    | 27    | 36    | 46    |       |                |
| 4   | Isarapa Imprasertsuk (THA) | 9     | 18    | 27    | 36    |       |       |                |
| 5   | Nadine Messerschmidt (GER) | 9     | 17    | 26    |       |       |       |                |
| 6   | Natalia Vinogradova (COR)  | 8     | 17    |       |       |       |       |                |